# Željko Šturanović
Željko Šturanović, cyr. Жељко Штурановић (ur. 31 stycznia 1960 w Nikšiciu, zm. 30 czerwca 2014 w Paryżu) – czarnogórski polityk i prawnik, deputowany, w latach 2001–2006 minister sprawiedliwości, od 2006 do 2008 premier Czarnogóry, działacz Demokratycznej Partii Socjalistów Czarnogóry (DPS).

## Życiorys
W 1983 ukończył studia prawnicze na Uniwersytecie Czarnogóry. Pracował w przedsiębiorstwie Željezara w rodzinnej miejscowości, gdzie m.in. kierował działem prawnym. Na początku lat 90. zaangażował się w działalność polityczną w ramach Demokratycznej Partii Socjalistów Czarnogóry. Od 1993 przez dwie kadencje zasiadał w jednej z izb parlamentu Federalnej Republiki Jugosławii, w której kierował frakcją poselską DPS. W 2001 został wybrany na posła do Zgromadzenia Czarnogóry. Od lipca tegoż roku do listopada 2006 sprawował urząd ministra sprawiedliwości. W maju 2007 został wiceprzewodniczącym swojego ugrupowania. W 2006, 2009 i 2012 ponownie uzyskiwał mandat poselski.
W październiku 2006 premier Milo Đukanović, po wygranym referendum niepodległościowym i zwycięskich wyborach parlamentarnych, ogłosił, że nie będzie ubiegał się o ponowny wybór. Socjaliści na jego następcę wyznaczyli wówczas Željka Šturanovicia. Jego gabinet został zatwierdzony przez parlament głosami 42 do 28. Polityk został zaprzysiężony na urzędzie premiera 10 listopada 2006. W 2007 w imieniu rządu Czarnogóry podpisał porozumienie o stabilizacji i stowarzyszeniu z Unią Europejską.
W tym samym roku zdiagnozowano u niego raka płuc, Željko Šturanović nie zrezygnował wówczas ze stanowiska i kontynuował swoją pracę. 31 stycznia 2008 podał się jednak do dymisji, oświadczając, że planowana terapia wymaga ograniczenia aktywności w sposób uniemożliwiający mu dalsze sprawowanie funkcji premiera. Na stanowisku pozostał do 29 lutego 2008, kiedy jego następcą oficjalnie został Milo Đukanović.